# パワプロクンポケットシリーズ
パワプロクンポケットシリーズは、コナミデジタルエンタテインメント（以下KDE-J）から発売されていた野球ゲームのシリーズ。
KDE-J内のパワプロプロダクション（旧：ダイヤモンドヘッド）が開発を担当していた。
「パワポケ」、「パワポケシリーズ」、「ポケ」などの略称がある。タイトル（パワプロクンポケット）の英字表記は、『PAWAPUROKUN POCKET』（略称：PAWAPOKE）。

## 概要
実況パワフルプロ野球（パワプロ）シリーズとは内容の毛色が少し異なっており、シナリオに関しては、裏社会、恋愛、ブラックネタ、シリーズを通しての伏線などの要素をふんだんに取り入れた独特の世界観を持つという特徴がある。
サクセスモードをメインとした、シナリオが重視された作りになっている。また、BGMにも力が入れられていて、公式サイトの「しつもんコ〜ナ〜」に、「サントラCDを発売する予定はないのか？」というファンからの質問がいくつか寄せられており、サウンドトラックCD『パワプロクンポケット音楽館』が発売されている。
シリーズ第1作目の『パワプロクンポケット』は、『パワプロ』のサクセスモード（選手育成モード）を独立させたもので、『パワプロ5』の外伝的な内容だった。しかし、シリーズを重ねるごとに独自の世界観を築き上げ、現在ではほぼ独立した存在となっている。
初期作品ではハードの性能上、野球の試合は投球と打撃の操作しかできないミニゲーム的なものであり、あくまで「野球はサクセスのおまけ」といった位置付けだったが、その後ハードの性能が向上していくに連れ、守備が可能になる、球場の描写が3Dポリゴンになる、ウグイス嬢・実況といった音声による演出が導入されるなど野球部分の向上が図られ、2008年現在ではKDE-J側も「完成した野球ゲーム」として宣伝している。野球モードは、現在はサクセスと並んで両方メインという扱いになっている。
著名人では、ゲーム雑誌の編集者の倉西誠一が雑誌の企画で制作スタッフと対談しており、この企画でパワポケシリーズのことを知りファンになったと公言していて、「後にも先にも、ゲームであんな種類の衝撃を受けたことはありません。」と語っている。また、作家の唐沢俊一も2006年12月18日発売のサイゾーで藤岡謙治と対談しており、『パワポケ9』のパッケージに、「私はこのゲームのやりすぎで原稿3本落としました。」という推薦文を掲載している。

## シナリオ
ほとんどの作品で2本以上の「サクセスモード」（パワプロシリーズの選手育成モード）が収録されており、作品ごとに異なるが、主に以下の3種類に分けられる：
- パワポケシリーズのメインである、野球を中心に展開し、全作品通り同じ世界観で繋がっている「表サクセス」
- 野球の要素を取り払った自由なシナリオと世界観で展開される「裏サクセス」
- シナリオ要素が排除され、試合または運試みのみで行い選手育成モード（「グッピー」「センシュクラッチ」など）

ただし一部作品は「表サクセス」「裏サクセス」、または「表サクセス」のみが収録されている。
表サクセス
「表サクセス」は、パワポケシリーズのメインとされている。パワプロシリーズでは、シナリオの世界観は毎回リセットされているが、パワポケシリーズでは、パワポケ1～14に至るまでの全ての表サクセスと、『パワポケ6』のしあわせ島編、『パワポケダッシュ』の表サクセス、『パワポケ9』のミニサクセス（少森寺編）、実況パワフルプロ野球5のシナリオが同じ世界観で繋がっているという大きな特徴があり、各作品間での繋がりが強い。
「表サクセス」は、前述にもある通り、パワプロシリーズを初めとする一般的な野球育成シミュレーションとはかなり毛色が異なり、基本的には野球が主題だが、裏社会、恋愛、ブラックネタ、シリーズを通しての伏線などの野球以外の要素をふんだんに取り入れた独特の世界観を持つという特徴がある。また、マルチエンディング方式であるなど、アドベンチャーゲームの性質が強い（これは、元々実況パワフルプロ野球のサクセスモード自体が、同社アドベンチャーゲームの「ときめきメモリアル」をモデルに作られていることがその一因である）方式で、選手育成成功の可否以外にも、進め方によって展開やエンディングなどが大きく変わり、グッドエンドで大団円になったり、バッドエンドで悲惨なトラウマ展開になったりと、振れ幅の大きなシナリオである。
- パワプロシリーズと同じく、「〜でやんす」が口癖の眼鏡をかけた人物が主人公の相棒として出ており、パワプロシリーズの相棒「矢部明雄」との異母兄弟の関係の人物が多い。詳細は「矢部明雄#メガネ一族」を参照。
- パワプロシリーズでのサクセスでは一部を除いた作品ごとに同じ舞台で複数のシナリオがあるが、パワポケシリーズでは1作品につき表サクセスは1つのシナリオしか用意されない（一部作品の裏サクセスは複数のシナリオが収録されている）。なお、主人公の所属チームのユニホームの色は、初登場作に限り必ず赤+白で固定されている（「しあわせ島編」は表サクセスではないため、ユニホームの色は赤+白ではなく緑+白）。

裏サクセス
「裏サクセス」のシナリオは、表サクセス世界とは平行世界の話として展開され、ファンタジー世界、宇宙世界、大正時代など、様々な世界が舞台となる。シナリオによってシステムはまちまちだが、「主人公が冒険を進める傍ら、余った資金やアイテムで野球人形を組み立てる」という設定が多く、野球の試合をプレイすることはほとんどない。いわゆる「スター・システム」の形をとっており、キャラクターの世代の枠を越えての共演があることも特徴である。

## シリーズ一覧
『実況パワフルプロ野球』（パワプロ）シリーズの任天堂製携帯ゲーム機と家庭用ゲーム機における姉妹シリーズである。以前はパワプロシリーズとして分類されていたが、現在では『プロ野球スピリッツ』（プロスピ）シリーズ同様パワプロとはまた別の姉妹シリーズという扱いになっていた。
パワプロクンポケット（GBC） - 1999年4月1日
収録シナリオは極亜久高校編（高校野球編）。本編では唯一裏サクセスが収録されていない作品である。
パワプロクンポケット2（GBC） - 2000年3月30日
収録シナリオはモグラーズ編（プロ野球編）と戦争編。プロ野球12球団が初収録され、2本目のサクセスを初めて採用し、ミニゲームの単独プレイが可能になった。野球モードでもサクセス選手が使用可能になったが、使用方法はモグラーズの既存選手とサクセス選手を入れ替える形に限定されている。
パワプロクンポケット3（GBA） -2001年3月21日
収録シナリオはサイボーグ編（アマチュア野球編）とドキドキ地雷パニック。ハード性能の向上により守備の操作が可能になりアレンジが初めて搭載された作品。今作から超特殊能力が登場する。
パワプロクンポケット4（GBA） - 2002年3月20日
収録シナリオは日の出高校編（高校野球編）とRPG風ファンタジー編。アルバムとペナントが初めて搭載された作品。
パワプロクンポケット5（GBA） - 2003年1月23日
収録シナリオはモグラーズ編（プロ野球編）と忍者戦国編。この作品から「俺のペナント」モードを搭載。新機能や特殊能力の登場など野球部分が追加・変更された。
パワプロクンポケット6（GBA） - 2003年12月4日
収録シナリオは町工場社会人野球編（社会人野球編）と謎のしあわせ島編（アマチュア野球編）。プロフィールとパワポケPが初めて登場した作品。
パワプロクンポケット1・2（GBA） - 2004年7月29日
『パワポケ1』と『パワポケ2』を1本にまとめたリメイク作品。大まかなシステムは『パワポケ6』に準じる。
パワプロクンポケット7（GBA） - 2004年12月2日
収録シナリオは甲子園ヒーロー編（高校野球編）と大正冒険奇譚編。通信対戦対応のミニゲームが初登場した作品でもある。
パワプロクンポケット8（DS） - 2005年12月1日
収録シナリオは特命ハンター編（プロ野球編）と昭和冒険編。球場の3D化やウグイスが搭載されるなど、パワプロの要素が多数追加された。
パワポケダッシュ（GBA,Nintendo Switch） -『通常版』 2006年3月23日 、『ダウンロード版（パワプロクンポケットR早期購入特典）』 2021年11月25日
外伝作品。収録シナリオは親父ボール編（少年野球編）と地獄ダンジョン編。外伝だが本編とストーリーが繋がっている。『パワポケ8』より後に発売されたが、ストーリーの時系列はこちらの方が先である。パワポケシリーズでは珍しく主人公の年齢設定は小学生となっている。野球の試合は新システム「カード野球」を採用しており、『パワポケ9』以降の本編作品にも搭載されている。通常野球（アクション野球）と12球団は搭載・収録されていない。
パワプロクンポケット9（DS） - 2006年12月7日
収録シナリオはさすらいのナイスガイ編（草野球編）・スペースキャプテン編・少森寺編の3本立て。前作に比べて大幅にボリュームが増え、登録選手のウグイス設定などの新要素も追加された。
パワプロクンポケット10（DS） - 2007年12月6日
収録シナリオは甲子園一直線編（高校野球編）と装甲車バトルディッガー編。アクション野球がフル3Dになり、実況（担当は堀江良信）も搭載され、Wi-Fi対戦とダウンロード対戦が可能になり、高校野球が舞台のシリーズで初めて春の選抜大会がサクセスでプレイできるようになった作品。また、タイトルロゴがリニューアルされた。
パワプロクンポケット11（DS） - 2008年12月18日
収録シナリオは新球団ナマーズ編（プロ野球編）と怪奇ハタ人間編。今まで汎用のアイコンだったプロ野球選手の顔が実写になった。試合中心で育成する新しい育成モード「グッピー」が初登場した作品でもある。当初の発売日は12月4日であったが、開発の遅れにより同月18日に変更された。
パワプロクンポケット12（DS,DSi） - 『通常版（5250円）』2009年12月3日、『廉価版（1980円）』2010年7月15日
収録シナリオは電脳野球編（アマチュア野球編）と秘密結社編 。アクション野球の演出面が大幅に向上され、Wi-fi選手ダウンロードとニンテンドーDSiのみの機能としてニンテンドーDSiカメラを使った要素が追加されている。2010年7月15日よりシリーズで初めて廉価版が発売された。また、簡単に打撃操作ができる「フルダケ」が追加された。
パワプロクンポケット13（DS,DSi） - 2010年11月25日
収録シナリオは逆襲球児編（高校野球編）と海洋冒険編。表裏サクセス、グッピーに加えて新しい育成モード「センシュクラッチ」が追加。野球システムにはパワプロシリーズお馴染みの投球視点などが搭載。さらにアクション野球で、リアル頭身の選手で遊べる「リアルモデル」が選べるようになった。また、簡単に投球操作ができる「ナゲルダケ」が追加された。
パワプロクンポケット14（DS,DSi） - 2011年12月1日
収録シナリオは燃えろ!魔球リーグ編（少年野球編）と札侍編の表裏サクセスに加え、グッピーに代わる試合進行形育成モードが「トツゲキ甲子園」となってシナリオが付いた。（表サクセスシナリオ上では）パワプロクンポケット最終作と言う事もあり、主人公の年齢設定が『ダッシュ』以来の小学生になった。前作にあったセンシュクラッチも改良して収録。野球システムには新たに魔球や魔打法の必殺技で試合を進める「必殺技野球」が追加された。
パワプロクンポケットR（Nintendo Switch） - 2021年11月25日　
『パワポケ14』以来10年ぶりの新作、『パワポケ1・2』のリメイク作品。登場選手のパワター化など、野球システムには『パワプロ2020』に準じる。また、一部モードでは最大4人プレイが可能となり、新育成モード「サイバーバル」を搭載している。プロ野球編のシナリオが収録されたものの、実在の球団・選手が収録されていない。

### スピンオフ作品
パワポケ甲子園 （DS）- 2005年8月4日
高校野球を特化したスピンオフ作品。当初はパワポケシリーズの外伝作品として発売されたが、現在ではパワポケシリーズには含まれないものとして扱うことがある。携帯ゲーム機版野球ゲームでは初の実況・ウグイスコールの導入、外野手ポジションの細分化など当時のパワポケシリーズにはなかった要素を取り入れた。シナリオはパワポケシリーズのサクセスとは別に独自のものである。
あつまれ!パワプロクンのDS甲子園（DS）- 2006年8月3日
『パワポケ甲子園』の実質的な続編だが、パワポケシリーズには含まれないものとして発売されているスピンオフ作品。Wi-Fi対戦、監督視点でのシナリオなど新要素が追加された。スピンオフ作品だが、パワポケシリーズの選手・パスワードと互換性がある。

## ゲームモード
パワポケシリーズにある各モード。一部作品には入っていないものもある。

### サクセスモード
パワポケシリーズのメインといえるモード。クリアした選手は登録できる。『パワポケ6』から『パワポケ11』までは「パワポケP」への変換のどちらか選ぶことができ、『パワポケ12』ではパワポケPを20P獲得して選手登録される。『パワポケ1』では登録選手は他のモードでは使用できず（対戦モードではクリア時のチームが使用できたが、選手個人を使うモードはなかった）、パスワードなどでパワプロシリーズに移すしかなかった。『パワポケ2』ではアレンジチームとしてモグラーズが用意されていたが、アレンジチーム及びモグラーズの選手でしかチームが構成できなかった。『パワポケ3』からはアレンジモードが追加されたため、対戦やペナントで使用できるようになった。
本節では『パワポケ11』以降のストーリーのない選手作成モードも「サクセスモード」の1つとして扱う（後述の「俺のペナント」を除く）。
表サクセス
物語の舞台は原則的に高校野球編→プロ野球編→アマチュア野球編（社会人/草野球編）の順番で繰り返されているが、『パワポケダッシュ』や『パワポケ14』2作は少年野球を舞台にした。今のところ大学編は無い。大学を舞台にしない理由について開発スタッフは『パワポケ10』の公式サイト内の質問コーナーにて「盛り上がりに欠け、社会人編ほど自由に作れるわけでもなく、メリットが無いから」と回答している。
『パワポケ6』以降からはゲーム開始時にパワポケPが必要な最低ポイント以上あればアイテム購入画面に入り、最大3つまでアイテムを持った状態で育成を有利な状態で始めることができる。
- 『パワポケ7』から『パワポケ9』までは「隠し彼女候補」を購入できる。「隠し彼女候補」を彼女にすると、任意の超特殊能力のどれか一つを取得する野球超人伝を入手できる。
- 『パワポケ11』からは「追加イベント」を購入/選択できる。「追加イベント」でしか発生されないイベントが発生するようになり、通常時に発生するイベントにも詳しい内容になるものがある。前作までのストーリー核心に触れる表現が多く含まれている。

表サクセスの試合では、同作中に搭載されている全ての野球モードの初心者向け救済措置（後述）が利用できる。
裏サクセス（2-,3まではおまけサクセスの名称）
もう一つのサクセスモード。表サクセス（正史）とは別の世界で物語が展開されるが、一部では表サクセスの設定と関係している節がある。
なお、プラットフォーム変更に伴う仕様変更のため十分な制作時間が取れなかった『パワポケ3』では、シナリオのないミニゲームを発展させたものが事実上の裏サクセスとなっている。『パワポケ8』においても同様の理由でシナリオこそ用意されているものの、『パワポケ3』から発展させたもののみとなっている。
- 『パワポケ5』までは表サクセスで選手を規定数以上作れば遊べるようになっていた。『パワポケ6』から『パワポケ9』はパワポケPで購入すると遊べるようになる。『パワポケ10』からは最初から遊べるようになっている。
- 作品の能力の上げ方は作品によって異なる。パーツを集めて「野球人形」システム（『パワポケ3』の表サクセスの育成形式）がほとんどだが、表サクセスと同じようなポイント制の育成形式もある。
- 『パワポケ9』までは表サクセス同様、サクセスをクリアした時点で育成終了（最初からやり直し）だったが、『パワポケ10』以降の作品では「選手工房」として、選手の作成が裏サクセスのメインストーリーから切り離され、ほとんどの選手作成用パーツの入手がメインストーリークリア後のエンドコンテンツに移行された。この変更によって、いつでも選手を何人でも作成でき、進行期限が存在した『パワポケ13』を除いてデータを消さない限り永遠に遊ぶことができる。

ミニサクセス（9）
『パワポケ9』のみに搭載。パワポケPで購入すると遊べるようになる。表サクセスのストーリーと繋がっているが、こちらも野球から離れた内容になっていて、ストーリーは非常に短い。表サクセスの世界観を深めるだけではなく、ソフト未所持者に体験版として配信できる。
グッピー（11-13）・トツゲキ甲子園（14）
正式名称は「試合進行型育成モード」。『パワポケ11』から搭載。試合のみを行い、ひたすら勝ち進むことで選手を育てていくモード。ひたすら試合を勝つモードなので負けた時点で育成終了だが、負けても一定の試合まで勝てばその時点まで育成した選手の中から1人～2人まで登録でき、10勝（『パワポケ11』のみ全勝）以上すれば3人まで登録できる。『パワポケ12』から10勝以上勝てばアレンジチームとして全選手を登録できるようになった（チームとして登録した場合、選手個人の登録はできない）。『パワポケ13』では表サクセスの野球試合と同じ一部試合オプションに設定でき、試合開始前に能力アップの異なる成長タイプを設定できるようになるため、より個性的な選手の育成が可能となった。このモードは『パワポケ14』の「トツゲキ甲子園」へと受け継がれ、ストーリーが付くようになった。
センシュクラッチ （13-14）
『パワポケ13』から搭載。スクラッチゲームのようにこすって、こすった結果に応じた能力を獲得していくだけのお手軽な育成モード（『実況パワフルプロ野球ポータブル』シリーズの「パワガチャ」のドクロに相当するモード）。1枚のスクラッチで3ヶ所こすることができ、ハズレがなかったら1枚終了となり、1枚終了時に毎回「登録する」か「続ける」を選ぶことができる。登録を選ぶとその時点までの能力を選手に登録、続けた場合はさらなる能力アップが出来る。スクラッチできるのは最大10枚までとなり、10枚全部こすり終われば強力な選手が出来上がる。ハズレが出た時点で即育成終了で、グッピーとは異なり1個でもハズレが出るとデータが消去されてしまう。1枚目でいきなりハズレが出ることがあるので、まさに運試しの育成モードである。
サイバーバル （R-）
『パワポケR』から搭載。シリーズ初めてのARPG形式を行い育成モード。上記の『パワポケ10』以降の裏サクセス同様、パーツを集めて野球人形を作成できる。また、4人までのマルチプレイを対応。

### 野球モード
『パワポケ9』までは基本的にサブ扱いであったが、シリーズを重ねる毎に後述のように進化し、パワポケ12以降ではサクセスと並んでメイン扱いとなっている。
野球の変化
同じハードの作品でもバランスがかなり異なっていることがあるため、詳細は各作品の項目を参照。
ゲームボーイ版（1,2）
ハードの制約上操作は投球と打撃で、守備・走塁は完全にオートであった（パワポケ2のみ走塁も操作できた）。
『パワポケ1』には実在のプロ球団が収録されておらず、対戦モードではサクセスに登場する高校チームしか使用できなかった。
『パワポケ2』には野球モードの通信対戦が搭載されておらず、コンピュータ対戦しか搭載されなかった。
ゲームボーイアドバンス版（3-7,1・2,ダッシュ）
GBAからは守備の操作が可能になる。ハードのスペックが大幅に向上したため、シリーズが進むごとに球場が広くなるなどの野球部分の改善で完成度が高まっていった。
ニンテンドーDS版（8-14）
野球部分の3D化（『パワポケ8』,『パワポケ9』は守備走塁画面のみ。『パワポケ10』から打撃投球画面も3D化）やモーションの追加（パワポケ10から）やウグイス嬢（パワポケ8から）・実況（パワポケ10から）導入やモデル選択（パワポケ13から。パワポケ12ではモデルが異なっていたがサクセス中のみで選べない）など、ハードの高性能化を生かした作りになっている。ボタン数も増えたため各塁に1ボタンで送球できるようになるなど操作性が高まった。タッチスクリーンを使った操作も追加されている。
さらに、パラメータにエラー率（GBA時代以前にも存在したが隠しパラメータ。また『パワポケ9』以降は耐エラーに名称変更、『パワポケ11』以降は基本能力化）と弾道の導入、変化球の1方向2球種、オリジナル変化球などパワプロの要素も多く取り入れられている。
また、『パワポケ10』以降、『パワプロ』・『パワメジャ』・『プロスピ』各シリーズなど導入でされている特殊能力・変化球も多く取り入れられている。
『パワポケ13』以降ではリアルモデルの選択が追加され、従来シリーズと同じ二頭身の「パワプロ野球」に加えて、リアル頭身になった「リアル野球」が選べるようになった。ペナント・対戦モードなどで使用可能だが、ダウンロード対戦では「リアル野球」では遊べず、サクセス中でプレイすることはない。ただ、13では無理やり高くしたせいか、ストライクゾーンがパワプロ野球のままで、打撃やバントなどがかなり前かがみになっている。14ではストライクゾーンはリアル野球に合わせた高さに変更されたため、前かがみになるようなことはなくなって実際の野球に近いものになった。
『パワポケ14』では魔球と魔打法の必殺技を使って試合をすすめる必殺技野球が選べるようになった。モデルはパワプロ野球でプレイし、試合中に三振やヒットをしたり、ストライクを取るなどでガッツゲージが貯まっていき、1メモリ分貯まれば必殺技を発動でき、ゲージが多いほど強力な必殺技を発動できる。必殺技には6つの属性があり、属性によって使える必殺技や属性の相性が違う。お互い必殺技を発動した場合は連打し合いになって、連打の強いほうが発動する。サクセス・対戦モードでプレイできるが、それ以外のモードではプレイできない。このモードでは実在のプロ野球選手などの全ての選手で必殺技を使うことが出来る。
Nintendo Switch版（R-）
野球部分がSwitch版のパワプロシリーズ作品のものを流用する。

#### アクション野球（9-14の名称）
パワプロでいう普通の対戦モード。コンピュータ対戦や通信対戦ができる（『パワポケ2』には通信対戦は搭載されていない）。『パワポケ10』からはWi-Fiコネクションを利用し全国のプレイヤーとの対戦できるWi-Fi対戦と、DSダウンロードプレイを使った1本のソフトで対戦できるダウンロード対戦ができるようになった。Wi-Fi対戦は作品ごとに対戦形式が決められており、『パワポケ10』はアレンジで作成したプロ12球団に同作で作成した選手を3人まで入れたWi-Fi対戦用のチームを使用し、『パワポケ11』では前作にあった「ノーマル」に加えてプロ12球団でのみ使用する「プロ」とアレンジで作成した制限なしのWi-Fi対戦用のチームを使用する「エキスパート」の3つが選べ、『パワポケ12』以降は「ノーマル」がなくなり「プロ」と「エキスパート」の2つ選ぶようになった。なお、『パワポケ13』での「プロ」はおまけモードのWi-FiDLの「チームダウンロード」でプロ野球12球団をシーズン終了時の最新データに更新しないと遊ぶことが出来なくなった。
球場はサクセスが高校野球編である作品と「トツゲキ甲子園」編のある『パワポケ14』に阪神甲子園球場、『パワポケR』から阪神甲子園球場の他『パワプロ2020』に収録されたNPB本拠地でない実在球場（福島県営あづま球場、岡山県倉敷スポーツ公園野球場、松山中央公園野球場）が登場するが、その他の球場は架空の球場であり（『パワポケ12』ではプロ12球団の本拠地に類似している球場は存在している）、看板やフェンスに書かれている文字は実在のメーカーではなく架空のものである。
パワプロシリーズでは選手以外に審判がいるものの、『パワポケ12』まで審判が1人もいないが、『パワポケ13』以降はナゲルダケ時のみ審判が追加された。
パワプロシリーズにも搭載されている野球ゲーム初心者向け救済措置「ロックオン」に加えて、『パワポケ12』以降は野手向き「フルダケ」（『パワポケ11』のみ「ロックオン2」）、『パワポケ13』では投手向き「ナゲルダケ」も追加されている。
キャンプ（5-14）
アクション野球の操作の練習ができるモード。導入当初は打撃・守備・総合攻撃・総合守備の4種類だけであり、投球はサクセス中のみであった。
『パワポケ7』から投球練習、『パワポケ10』から走塁練習が追加され、基本的な練習が揃った。
選択できる全チームを使用できる。作品によって使用する球場が決まっていたが、『パワポケ12』では球場も選べるようになった。
ホームラン競争（8-14）
選択できる全チームの中から好きな選手を使って、ホームランの記録をチャレンジするモード。作品によって使用する球場が決まっている。10本全てホームランを打つと、失敗するまで99本まで続けて打つことができる。『パワポケ11』までは50本以上連続で打つことでパワポケPがもらえたが、『パワポケ12』では10本以上連続で打つことでパワポケPがもらえ、打った本数が多いほど多くもらえるようになった。
成績（7まで）
通信対戦の成績を確認できる。パワポケ8からはなくなった。
ランキング（10）
Wi-Fi対戦のランキング成績を閲覧できる。自分用と上位用の2種類あり、『パワポケ11』以降は対戦形式ごとのランキングに分けられている。Wi-Fiコネクションを接続している時だけ閲覧可能。
カード野球（ダッシュ-12,14）
アクション要素が一切無いカードゲーム風のシステム。コンピュータとの対戦や通信対戦もできる。
カード野球が遊べるのは対戦と表サクセス中でカード野球を選んだ時のみで、ペナントではプレイできない。
『ダッシュ』から『パワポケ12』までのカード野球は球種などが書かれた5枚のカードから1枚を選んで、打球方向・守備・打席結果が書かれたリールを止める方式。打席内容によってはリールを回さずに三振・凡退でアウトになる場合もある。
『パワポケ13』では登場しなかったが、『パワポケ14』ではシステムを一新して裏サクセスの野球システムとして再登場した。

### ペナントモード
『パワポケ4』から搭載。「ペナント」と「俺のペナント」の2つのモードで公式のペナント戦が遊べる。『パワポケ8』から交流戦と球団変更、『パワポケ10』からクライマックスシリーズを導入（『パワポケ7』から『パワポケ9』ではパ・リーグのみプレーオフ採用）、『パワポケ13』では「NPBの国際基準」に基きボールカウントをBSOに改めるなど、現実の球界の変化に対応している。カード野球搭載作品でもカード野球によるペナントはプレイできない。『パワポケ13』はモデル選択が追加され、ゲーム開始時の設定で従来通りの二頭身のパワプロくんの「パワプロ野球」と、リアル頭身の「リアル野球」が選べるようになった。また、おまけモードのWi-FiDLの「チームダウンロード」でプロ野球12球団の最新データを更新して、最新データでペナントで遊ぶことが出来るようになった（ただし、ペナントと俺のペナントのセーブデータがある場合は最新データを更新することは出来ないので、一旦セーブデータを空にする必要がある）。
ペナント（4-14）
実在のプロ野球球団やアレンジで作ったチームから好きなチームを6つ選び（重複可能）、ペナントをプレイする。ゲーム開始時に難易度や試合数やプレイするリーグなどの設定ができ、リーグ選択でセ・リーグの球団を6つ選んでパ・リーグのルールでプレイすることも可能。『パワポケ5』からはチームの作戦設定ができるようになっている。
自分のチームの時は相手チームとの試合があれば自分で操作する「プレイ」が選べる。プレイ以外は試合を見るだけの「観戦」（自分のチームの時はタイム中のオプション設定で途中からプレイ可能）・試合が高速で観戦する「高速観戦」・ミニ画面で観戦する「ミニ観戦」・観戦せずに試合結果だけを見る「試合を進める」・その日の全試合の試合結果だけを見る「1日進める」の6つの項目でペナントを進める。
俺のペナント（5-）
サクセスで作成した選手を再育成できるモード。パスワードや通信でもらった選手の再育成は不可能。なお、『パワポケR』の俺ペナでは発売時点でプレイできず、2022年3月15日のアップデートで追加された。
- 育成回数はシリーズによって異なる。
  - 『パワポケ5』では1選手につき3回までプレイできる（リセットするとペナルティとして1回分消費してしまう）。
  - 『パワポケ6』から『パワポケ8』では1選手につき1回しかプレイできない（リセットは2回まで）。
  - 『パワポケ9』からは条件付きで「年俸が1年目の終了時に1億円あれば2年目で続けてプレイできる」ようになり、1選手につき最大2回までプレイできる。

- プレイする球団は作品ごとに決められている。
  - 『パワポケ6』まではアレンジチーム含め好きな球団を選べる。
  - 『パワポケ7』から『パワポケ12』まではサクセス中で決まったプロ野球12球団でプレイする。
  - 『パワポケ13』・『パワポケ14』まではプロ野球12球団、『パワポケR』からはオリジナル12球団の中から好きな球団を選べる。

- 『パワポケ7』からは年俸システムが導入され、『パワポケ7』・『パワポケ8』では決められた独自の使い道があったが、パワポケ9以降からは2年目のプレイ条件と経験値に変換する役割に変更された。
- 『パワポケ8』まではサクセスと同様にイベントや評価などのパラメータ変動があったが、『パワポケ9』からはイベントやパラメータなどを廃止され、能力を上げることと試合をするだけのシンプルな内容になっている。

操作できるのは育成した選手のみでチームメイトは全員コンピュータが担当。
- 投手の場合は登板された回から交代するか試合終了まで投げ続けてプレイする。プレイヤーは投球操作のみで守備及びセ・リーグルールにおける自分の打席はコンピュータが操作。
- 野手の場合は打順が回ってきたり代打で出番が来たら操作する。プレイヤーは打撃と先頭走者のみのセミオート走塁を操作する。守備および自分の出塁後の走塁の操作はできない。

ゲーム開始時に難易度とプレイするリーグと野手のみでロックオンの有無の選択ができる。パワポケ12では「フルダケ」が選べるようになっている。難易度やオプション設定によってもらえる経験値や年俸が違い、難易度が高いほど多くもらえる。
『パワポケ7』から『パワポケ12』までは、年間目標が追加されてゲーム開始時に投手と野手と異なる5種類の目標を設定を行い、それぞれ設定した目標を達成すれば1試合でもらえる年俸とは別に目標を設定した分の年俸を大量に貰うことができる。『パワポケ9』以降はボーナスとして経験値も多めにもらえる。
- 『パワポケ9』から『パワポケ12』まではさらに「今月の目標」が追加され、年間目標で設定した内容とプレイしている成績の内容に反映して、毎月異なる3つの内容で目標を達成するように目指す。目標を達成すれば年俸と経験値がもらえて2つ以上達成すればやる気が大きく上がるが、目標が1つも達成していない場合はやる気が大きく減ってしまう。
- 『パワポケ13』から『パワポケ14』までは、今までにあった年間目標と今月の目標は廃止され、代わりに様々な目標が用意された「俺の目標一覧」に変更された。用意された目標を達成するとボーナスとして、経験値と年俸がもらえるようになっているが、目標の中には三振などの悪い成績が追加されており、悪い成績を達成してしまうとペナルティとして年俸が減ってしまうようになった。

『パワポケ10』以降（『パワポケ11』を除く）には、ゲーム開始時に「おためし選手」が既に数人登録されているため、俺のペナントは最初から遊べるようになった。
俺の基地（7）
俺のペナントで稼いだ年俸を使って、兵器を買って友達と対戦するモード。

### チームアレンジモード
『パワポケ3』から搭載されており、『パワポケ12』からは名称が変更された。プロ野球球団をはじめ、パワポケシリーズに登場した主人公の所属チーム、サクセス中に登場する一部の敵チームなど、ベースとなるチームの選手を入れ替えて自分だけのオリジナルチームを作ることができる。作成した選手はこのモードでベースになるチームに所属させることで他のモードで使用できるようになる。なお、『パワポケ7』まではペナントモードで使用しているアレンジチームがある場合、ペナントデータを削除しない限りはメンバー変更・削除・通信コピーなどが全てできなくなる。また、『パワポケ12』からは直接チーム選択時にパワポケPを支払うことで解禁されて選択可能になる。
作る
アレンジするチームを選んで、全チームと作成した選手の投手と野手の中から選んで選手を入れ替えてチームを作る。作成したチームは野球モードやペナントモードで使用可能。
保存できるチームは『パワポケ3』は2チームまで、『パワポケ4』から『パワポケ11』までは6チームまで、『パワポケ12』から『パワポケ14』までは12チームまで、『パワポケR』以降は56チームまで保存できる。『パワポケ10』からWi-Fi対戦用の1チームが追加されている（『パワポケ11』のみ2チーム）。
初期状態で選択可能なチーム、解禁方法はシリーズごとに異なる。パワポケシリーズに登場するチーム（一部敵チーム含む）はこのモードで作成しないと使用できない。また、チーム人数が当時の作品の最大人数と異なる場合は、初登場作に登場していない人物が登録されている場合もあり、ダッシュの主人公チームであるガンバーズは同作のライバル選手を含む。
- 『パワポケ6』からはオーダー設定が可能になった（それまではコンピューターが勝手に決めていたためペナントを自分でプレイしないと出したい選手が一試合も出ていないというような事態が起きていた）
- 『パワポケ3』から『パワポケ5』まではプロ野球球団とパワポケシリーズの一部のチームが選択可能。追加チームは作成人数などの条件を満たすと選択可能になる。
- 『パワポケ6』以降は最初はプロ野球球団のみ選べ、追加チームはパワポケPを払って使用可能になる。
  - 『パワポケ6』から『パワポケ11』まではパワポケPモードで購入すると選択可能になる。
  - 『パワポケ12』から『パワポケ14』まではチーム選択時に直接パワポケPを支払うことで選択可能になる。『パワポケ12』と『パワポケ13』のグッピーズは解禁項目としては登場せず、グッピーで10勝以上してアレンジチームで登録しないと追加されない。『パワポケ14』のパライソ学園も解禁項目としては登場せず、甲子園出場出来るようになってから選手登録を選んでアレンジチームで登録しないと追加されない。

通信コピー
作成したチームを選んでコピーして他のカートリッジとチームのやり取りができる。空きデータがない場合や作成したチームがない時は利用できない。

### パワポケPモード
『パワポケ6』から搭載され、『パワポケ7』からはメインモードの1つになったが、『パワポケ12』からはそれぞれのメインモード内で購入することになったので廃止になった。サクセスやホームラン競争で獲得したパワポケPを使って、裏サクセスや作成した選手の設定、アレンジチーム、ミニゲームなどを出現させることができる。また、表サクセスの開始設定の後に使用するアイテムを3つまで買うことができる。このモードで購入できたものは以下の項目がある。
新サクセス追加（9まで）
遊べるサクセスが増える。『パワポケ10』以降は初期搭載になったため購入する項目として登場しなくなった。『パワポケ6』～『パワポケ8』は10P必要。『パワポケ9』の裏とミニはどちらも5P必要。
ミニゲーム
サクセス中に登場した一部のミニゲームが遊べるようになる。どのミニゲームも必要ポイントは2P。ただし、『パワポケ9』のミニサクセスのミニゲームは5P。ミニゲームの中にはサクセス中のみのものもあり、項目としては登場せず購入や練習はできない。『パワポケ12』以降はメインモードミニゲームの追加が「表サクセスで1度プレイすると出現する」に変更された。
登録選手の背番号変更
登録選手の背番号を変更できる。『パワポケ8』から設定した選手が試合中に出るとウグイス嬢がコールする。必要ポイントは3P。
登録選手の顔変更
登録選手のアイコンをパワプロ君以外のキャラクターに変更できる。なお、変わるのは顔アイコンだけで肌の色は変わらない。必要ポイントは3P。歴代のパワポケ・パワプロ（『パワプロ5』の登場キャラクターに限らない）シリーズの一部キャラクターの中から選択できる。
登録選手のウグイス設定
登録選手のウグイス設定ができる。設定した選手はデータモードでマイクのアイコンが表示される。設定するとウグイス嬢や実況が登録名を呼ぶ。ウグイスの発音が不自然な場合は、ある程度調整してから設定することもできるが、実況からは名前を呼ばれない。必要ポイントは3P。
『パワポケ12』以降、選手設定に関する以上の3項目は選手データモードの選手アレンジ内に移行された。
アレンジチーム追加
アレンジモードでパワポケシリーズの主人公が所属するチームと同作の一部の敵チームが選択可能になる。パワポケ12以降は、アレンジモードの「作る」でチーム選択時に購入する方法に変更された。
隠し球場（8・9）
アクション野球で選べる球場が増える。必要ポイントは20P。
タイトル画面変更（8まで）
タイトル画面を変更できる。『パワポケ8』は一度購入すると無料で変更できるようになる。『パワポケ9』以降なくなった。『パワポケ6』と『パワポケ7』は一回変更するのに2P必要。パワポケ8では初回のみ20P必要。
パズル（6）
アルバムの隠し場面を完成させるためのピースを買う。パズルの種類によって必要ポイントやピースの量が異なる。
ガチャポン（7）
過去に登場したキャラクターのプロフィールをランダムで見ることができる。一度出したものはいつでも見ることができる。ダブってポイントが無駄になってしまうこともある。1回につき2P必要。

### おまけモード
『パワポケ2』から搭載。サクセス中に遊んだミニゲームを遊んだり、アルバムを見ることができる。なお、『パワポケ2』の戦争編と『パワポケ3』のドキドキ地雷パニック編のサクセスはこのモードから選んでプレイする。
ミニゲーム
サクセス中で登場した一部のミニゲームを遊ぶことができる。『パワポケ5』までは一度クリアすること、『パワポケ6』から『パワポケ11』まではパワポケPのモードで購入すること、『パワポケ12』からは表サクセスで一度プレイすることで遊べるようになる。
このモードのミニゲームはサクセス中とは違ってスコアの概念が追加されており、練習だけでなくハイスコアを目指すこともできる（サクセスの記録がハイスコアに登録されるミニゲームもある）。レベルは4段階まであり、『パワポケ12』では「難しい」以上の難易度をクリアするとパワポケPがもらえる。『パワポケ12』までは一時中断・中止ができなかったが、『パワポケ13』以降はプレイ中にスタートボタンを押すことでポーズメニューに入り、「やめる」を選ぶことで中止できるようになった（サクセス中では選べない）。
『パワポケ7』からは通信対戦できるミニゲームが登場するようになった。
サクセス中のみのミニゲームはこのモードではプレイできない。ただし、『パワポケ8』からのおみくじ系のミニゲームはあるコマンドを入力するとプレイできるようになる。
アルバム（3-）（3～6は選手データモード内に搭載）
サクセスのエンディングを見ることができる。『パワポケ2』から追加されていたモードだが、登録した選手ごとのエンディングを見たものしか見られなかったが、『パワポケ4』から独立したモードになっている。
『パワポケ6』以降はサクセス中に登場したキャラクターのプロフィールを見ることができ、『パワポケ7』以降はサクセス中に聞いたBGMも聞くことができる。『パワポケ7』のBGMは隠し要素だったが、『パワポケ8』からはモードの1つになる。一度見たり聞いたり条件を満たしていくと増えていく。通常のアルバム内容をコンプリートすると隠し画面を見ることができる。
オークション（8）
パワポケPを使って、ガンダーロボなどのパロディのおもちゃを購入するモード。一度購入すると凡田博物館で詳しく見ることができる。
パワポケ図鑑（ダッシュ）
『パワポケ8』までの全作品のサクセスと俺のペナントに登場したキャラクターのプロフィールを見ることができる、パワポケ7までの一部BGMも聞くことができる。
ダウンロード（9-14）
ソフトを持っていない人に配信するためのモード。『パワポケ9』ではミニサクセスを配信して製品版と同じように最後まで遊ぶことができる。
『パワポケ10』以降では野球モードのアクション野球のダウンロード対戦を選ぶとソフトを持っていない人とダウンロードして通信対戦ができる。
パワポケ辞典（10-14）
野球ルールやパワポケ用語や特殊能力などを解説して確認できる。このモードはおまけだけでなく、試合などの様々な状況でいつでも確認できる。
Wi-Fi通信（12-14）
Wi-Fiコネクションに接続して、12球団のプロ野球選手や歴代サクセスの選手などのダウンロードができる。
『パワポケ12』では選手データ内のモードであったが、『パワポケ13』からは仕様を変更しておまけモードに移行された。
1選手につき1回までのダウンロードであり、同じ選手のダウンロードは出来ない（消去した場合に再度ダウンロードすることは可能、『実況パワフルプロ野球ポータブル』シリーズの「パワポタ通信」とほぼ同等）。また、ダウンロードした選手はパスワード選手と同じ扱いで、Wi-Fi対戦や俺のペナントでは使用できない。
『パワポケ13』では前作の機能に加えて、12球団のプロ野球全選手のシーズン終了時の最新データの更新の「チームダウンロード」と、裏サクセスで新たなクエストをダウンロードができる「サクセスダウンロード」が追加された。「チームダウンロード」は一度更新すると元に戻すことが出来なくなり、『パワポケ13』ではタイトル画面で初期化画面（タイトル画面の状態でLボタンとRボタンとXボタンを同時に押し続けること）を出して「全データ初期化」を選ばないと元に戻せなかったが、『パワポケ14』では「プロ選手データ」を選べば更新前のデータだけ初期化出来るようになって手軽に戻せるようになった。また、更新するにはペナントモードのペナントと俺のペナントのセーブデータがある場合は更新できないので、一旦セーブデータを空にする必要がある。なお、Wi-Fi対戦の「プロ」で対戦するためにはこのモードで更新する必要がある。

### 選手データモード
『パワポケ6』まではメインモードの1つで、『パワポケ7』から『パワポケ11』まではサクセスモード内に搭載され、『パワポケ12』以降からは再びメインモードの1つになって名称が変更された。
作成した選手などを確認したり、パスワード経由で過去の作品で作成した選手を引き継ぐことが可能。
できた選手（8からの名称）
登録した選手の能力の確認やパスワードを出力して表示、要らない選手を消すことができ、『パワポケ12』以降ではニンテンドーDSiカメラで選手登録するための2次元バーコード表示の選手コードを出力できるようになった。
パワプロ・プロスピシリーズと異なり、パワポケシリーズのパスワードはシリーズ共通となり、出力したパスワードが同作だけじゃない以降に発売されたパワポケの続編作品・スピンオフ作品に転送することもできる。一部のパスワードがN64・GC・Wiiで発売されているパワプロシリーズにも対応しているが、該当パワプロシリーズ作品対応したパワポケ作品で出力したパスワードが必要となる。
登録できる人数は『パワポケ1』では30人まで、『パワポケ2』から『パワポケ8』までは60人まで、『パワポケ9』から『パワポケ14』までは128人まで、『パワポケR』以降は1200人までである。パワプロと違い、選手データは投手と野手と統一しているため、投手・野手ごとの人数制限はない。
以前は選手の能力の確認以外に仲間になった選手とクリア時点のパラメータの項目があり、『パワポケ2』・『パワポケ3』では見たエンディングをもう一度見ることが出来たアルバムの項目があったが、選手ごとに登場したものしか見ることが出来ないために自由に選べなかった。『パワポケ4』からはアルバムモードとして独立した。
パスワード入力（3-14）
パスワードを入力して、選手を登録できる。出力と異なり、対応したパスワードは当該作品発売時点のすべてのパワポケシリーズ作品、『パワポケ甲子園』（8以降）、『あつまれ!パワプロクンのDS甲子園』（9以降）のみとなり、パワプロ・プロスピのパスワードは使用できない。また、パスワード選手がWi-Fi対戦や俺のペナントでは使用できない。
登録元・登録先の組み合わせによって、（特殊能力とサブポジションなど）データが変更か消滅されるものもある。『パワポケ10』以降の作品では、パスワード選手の能力値が一定を超える場合、一部能力が下がったり特殊能力を削除など下方修正されている。
空データがなくなると選手かサクセスモードのデータを削除しない限り利用できなくなる。
通信コピー（8-14）
コピーして登録している選手を選んで、友達とやりとりすることができる。アレンジと同様に空データや登録選手が全て登録されている場合は利用できない。
選手アレンジ（12-14）
パワポケPを使って、作成した選手をミニ顔と背番号とウグイスの3つの設定ができ、『パワポケ14』では必殺技野球が追加されたことで、使用する属性を変更できる「属性」の設定が選べるようになった。必要なポイントは『パワポケ12』ではミニ顔は2Pで背番号とウグイスは10P、『パワポケ13』以降では全て2P、『パワポケ14』で追加された属性では10P必要となる。
カメラ（12-14）
ニンテンドーDSiカメラを使ってミニ顔の撮影や選手コードを撮影して選手登録ができる。このモードはニンテンドーDSiまたはニンテンドーDSi LLでのみ利用可能。
ミニ顔の撮影は自分自身やペットなどの写真を撮影でき、撮影した写真は最大36枚まで保存できる。撮影した写真のミニ顔は選手アレンジのミニ顔の項目に追加され、これを選ぶことで使用できる。なお、使用している写真を消去すると使用中の選手の写真はシルエットの顔になる。また、写真が表示されるのは1人用のモード間のみで、通信対戦などの通信プレイでの写真がシルエットの顔に変わる。
出力された選手コードやホームページなどに掲載されている選手コードを撮影するだけですぐに登録でき、パスワード入力より楽に登録できる。ただし、これを登録した選手はパスワード選手と同じ扱いとなる。

### Wi-Fi用のモード
自分のデータ（10-14）
名前や出身地などの個人データやWi-Fi対戦のレーディングの成績を確認したり、消去したりする。『パワポケ10』では自由に個人設定を修正できたが、『パワポケ11』以降では1度設定すると再設定できなくなり、個人データを消去しない限りは設定しなおすことができない。『パワポケ13』以降では対戦中に無断に切断された相手をブラックリストとして登録されるようになった。
友達コード（10-14）
野球モードのWi-Fi対戦で友達と対戦するためのコードを入力したり消したりなどができる。ただし、個人データを消去すると友達コードのデータも消えてしまう。
Wi-Fi設定（10-14）
Wi-Fiコネクションの接続設定ができる。パワポケに限らず、Wi-Fi対応のゲームとニンテンドーDSiの本体設定には必ずこのモードが搭載されている。『パワポケ12』でニンテンドーDSiまたはDSi LLでプレイしている時は選ぶことができず、DSiメニューの本体設定で行う必要がある。その代わり、上級者設定を行うことが出来る。

## 選手能力
『パワプロ2022』のシステムをそのまま流用した『パワポケR』を除く、選手能力の種類や投手の球種、強さのランク分けは基本的に発売時点のパワプロシリーズのものをベースにしている。特記がない場合、以下の内容はパワポケ14以前のものである。
『パワプロ9』以降のパワプロシリーズと違い、特殊能力は一部を除き投手・野手専用と設定されている。そのため、育成選手において投手が野手能力の取得すること、逆に野手が投手能力を取得することは不可能である（スピンオフ作品を除く）。また、パワポケシリーズ独自の特殊能力として、『パワポケ3』から登場した「超特殊能力」と呼ばれるものが存在する。これは野手・投手それぞれに5つ用意されており、どれか1つしか取得できない。能力値の上限を超える、従来の特殊能力にない強力な効果がある。なお、「超特殊能力」に対応している作品は基本的にパワポケシリーズとスピンオフのみとなる（一部作品を除く、パワプロに選手を転送する際に消滅した）。
パワプロシリーズでは『パワプロ9』以降の「送球4」や「チャンスA」などで5（7）段階の数字/グレードで表されているが、パワポケではアイコンで○や×などで表示されており、パワプロシリーズの標準である3の場合は表示されない。また、『パワポケ4』から『パワポケ9』までは、プロ選手のマイナス特殊能力（ランナー×など）が非公開であり、発動はするが画面に表示されない。『パワポケ10』以降は、マイナス特殊能力（5段階の特殊能力では2に相当）の記号を「×」から「△」に改める事で表示されるようになった（『パワポケ11』以降は5段階の1に相当する×ランクを追加）。「カード野球」のシステム上、マイナス特殊能力を表示せざるを得なくなったためである。『パワポケ10』以前では、『パワポケ3』のみマイナス能力が表示されていた。パワポケの特殊能力のアイコンの絵は、普通の絵のほかに訳の分からない絵やシャレになっている絵などがあり、例えば特殊能力「勝ち運」・「負け運」のアイコンはうんこの絵である。

以下の通常能力はパワポケ14のものである（超特殊能力は後述にて説明）。
投手能力：
ピンチ△⇔○・対左打者△⇔○・ランナー△・打たれ（強いor弱い）
ノビ△～◎・キレ△⇔○・ジャイロボール・（重いor軽い）球
尻上がり・スロースターター・逃げ球・一発・寸前△
クイック△⇔○・奪三振・けん制○・リリース○・打球反応○
勝ち運⇔負け運・短気・闘志・ポーカーフェイス・対強打者○
持ち球○・低め○・フルカウント○・（速球or変化球）中心
テンポ○・完投タイプ・中継ぎエース・リリーフエース
バント処理・乱調・ホーム○・回復△～○・四球
野手能力：
チャンス×～◎・対左投手×～◎・送球△⇔○
アベレージヒッター・パワーヒッター・広角打法・プルヒッター
流し打ち・固め打ち・粘り打ち・連打○・初球○・三振
チャンスメーカー・満塁男・逆境○・サヨナラ男・（ローorハイ）ボールヒッター
ムードメーカー・代打○・いぶし銀・悪球打ち
盗塁△～◎・走塁△～○・ヘッドスライディング・ヘッドスライディング2
内野安打○⇔◎・体当たり・ゲッツー崩し
守備職人・積極守備・ベアハンドキャッチ・ピボットマン・天然芝○
ブロック○・キャッチャー○⇔◎・レーザービーム・エラー・サブポジ△⇔○
（強振orミート）多用・（慎重or積極）打法・（慎重or積極）盗塁
代打要員・代走要員・守備要員・途中交代・チームプレイ△⇔○・帳尻合わせ
共通能力：
バント○⇔◎・安定感・ムラッ気・ムード△⇔○・威圧感
人気者・ケガ△～◎・センス△⇔○・持続

### 超特殊能力
太字はアイコン表示に使用される漢字1字を表す。作品によって効果が若干異なる場合もあるが、以下の効果は『パワポケ14』のアクション野球に準拠している。
- 投手の超特殊能力
  1. 気迫：絶対に動揺しない。打者のミートを2下げる。闘気を持つ打者と対戦した場合、それを無効化する。
  2. 剛球：打者のパワーを20下げる。重い球と同時に発動する。
  3. 呪縛：相手チームの走力を2下げる。
  4. 絶倫：スタミナ減少量が半分になる。奪力を持つ打者と対戦した場合、それを無効化する。
  5. 鉄腕：球速が+5km/hされる。通常の能力の限界を突破することが可能（最高で170km/h）。
- 野手の超特殊能力
  1. 緊縛：相手投手の変化球レベルを全方向2下げる。
  2. 豪力：パワーが+30される。通常の能力の限界を突破することが可能（最高で285）。
  3. 神速：攻撃時の走力が+2される。通常の能力の限界を突破することが可能（最高で19）。
  4. 奪力：相手投手のスタミナ消費を3倍にする。ただし、相手投手が絶倫を所持していると無効。
  5. 闘気：相手投手が動揺しやすくなり、失投率が上がる。ただし、相手投手が気迫を所持していると無効。

一部のパワプロシリーズと『BASEBALL HEROES』では（パワポケ14以前の）超特殊能力と同じ名前の能力が登場したが、パワポケの同名能力との関連性は無い。

### 基本能力
スタミナ・弾道・守備力については『実況パワフルプロ野球』の項目を参照。ここではパワポケ14以前の独自の仕様について説明する。
球速
『パワポケ3』以降はパワプロとは違い野手能力の肩力と連動している（一部例外あり）。
最低球速は60km/h（『パワポケ9』までは80km/h）最高球速は165km/hだが、超特殊能力「鉄腕」を所持すれば170km/hまで投げることができる。『パワポケ7』までは160km/h（「鉄腕」所持で165km/h）までだった。
なお、少年野球が舞台となる『パワポケダッシュ』では球速関連の値が他のシリーズより低く設定されている（他のシリーズより40km/h低い）が、同じく少年野球が舞台となる『パワポケ14』では球速変更はなかった。
コントロール
0-255で表される。『パワポケ11』まではスローボールを投げた時はコントロールに関係なく正確に投げることが出来たが、『パワポケ12』からはスローボールを含めた全ての球種に反映されるようになり、正確に投げることが出来る球種がなくなった。
変化球
『パワポケ7』までは調子や特殊能力で一時的に能力が上昇していると、レベルが最大8にまで上昇することがあった。現在の限界値は7までになっている。
ミートカーソル
1-15で表される（『パワポケ1』では1-8、『パワポケ2』から『パワポケ9』までは1-7）。
変化球と同様にパワポケ7までは調子や特殊能力で一時的に能力が上昇していると、レベルが最大8にまで上昇することがあった。現在の限界値はそのレベルの限界までとなっている。
『パワポケ12』以降、フルダケシステム使用中でのミートカーソルは強振時のパワーの上乗せ効果のみになっている（ミートカーソルのレベルに関係なく打つことができるため）。
パワー
0-255で表される。超特殊能力「豪力」を所持すれば285まで伸びる。
走力
1-15で表される。『パワポケ9』まで攻撃時に超特殊能力「神速」を所持すれば17までに上昇することがあった（走力が15以上の場合、走塁盗塁系特殊能力の走力の上乗せ効果に反映されない）。現在は「神速」を所持すれば該当能力の上乗せ効果も反映される（神速、走塁○、盗塁◎を所持すれば19まで）。
肩力
1-15で表される。パワポケでは投手の肩力は球速が速いほど肩力も強くなる仕様になっている。特殊能力「レーザービーム」の発動条件にも関係する。
耐エラー（8まではエラー率。8以降から表示）
パワプロシリーズでは捕球（エラー回避）と呼ばれているパラメータ。1-15で表現され、これが低いと守備力が高くてもエラーをしてしまう。「エラー率」では誤解が生じやすいためか、『パワポケ9』から「耐エラー」に名称が変更され、『パワポケ11』からは基本能力になっている。

### 球種
パワポケの変化球の仕様は基本的にパワプロシリーズとほぼ同じである。パワプロシリーズで新しい球種が採用されるとパワポケシリーズでも採用される。『パワポケ1』のみ能力アップがオートで、練習を実行したりイベントが発生すると自動的に修得することになっていた。『パワポケ2』から『パワポケ7』までは特殊変化球を習得するには原則同じ系統の基本変化球を覚えている必要があった。『パワポケ8』以降では経験点による習得となっているが基本変化球よりも多くの経験点が必要となる（ただし、フォーク系であるパームとチェンジアップはフォークと同じ経験値である）。現実の変化球や球が変化する原理については球種 (野球)を参照。
以下の球種はパワポケ12のものである。
ストレート系：ストレート、スローボール、ジャイロボール（10より追加。特殊能力で取得）ツーシーム（11より追加）、ムービングファスト（11より追加）、超スローボール（12より追加。ストレート系の変化球で取得）
スライダー系：スライダー、Hスライダー、カットボール（5より追加）
カーブ系：カーブ、スローカーブ、スラーブ（3より追加。9までSスライダーの名称）、ドロップ（8より追加）、ドロップカーブ（8より追加。10までDカーブの名称）、ナックルカーブ（10より追加）
フォーク系：フォーク、SFF、チェンジアップ、ナックル（3より能力アップで取得可能）、パーム（3より追加）、Vスライダー（3より能力アップで取得可能）、サークルチェンジ（8より追加）、フォッシュ（11より追加）、あばたボール（3より追加。パワポケオリジナルの球種）
シンカー系：シンカー（右投げ専用）、スクリュー（左投げ専用）、Hシンカー（3より追加）
シュート系：シュート、Hシュート（8より追加）、シンキングファスト（11より追加）
特殊系：オリジナル変化球（8より追加）
パワプロと仕様が同等の球種は実況パワフルプロ野球を参照。ここではパワポケ独自の仕様について説明する。
ジャイロボール（10-）
投球ボタンを連打することにより、ストレートより強力なジャイロボールを投げることができる。ノビが非常に上がってストレートよりとても速く感じるようになり、さらに飛びにくくなるが、投球ボタンを連打しすぎるとスタミナの消費が激しくなり、スタミナが多くてもやり過ぎるとすぐにスタミナ切れになってしまう。なお、この球種は特殊能力で取得することが条件で、特殊能力の「ジャイロボール」を持っていないと投げることができない。
超スローボール（12-）
スローボールより遅くて最もパワーのない球種。ランダムで少しだけ変化球のように下方向に落ちる変化をする。メーターは「---km/h」となって全く表示されないが、投球ボタンを連打すると球速が60～79km/hで表示される。パワプロシリーズと違い、この球種はストレート系の変化球で取得することが条件であり、特殊能力で取得するものではない。
ナックルカーブ（10-）
落差は固定ながら、横に変化する幅が変動するカーブ。パワプロと違って、揺れない。
あばたボール（3-）
パワポケシリーズだけの球種で、阿畑オリジナルのナックル。ナックルより少し弱いが、少ない経験点で習得できる。この球種はパワポケ5の裏サクセスで条件を満たすともらえる選手の『阿畑』だけが持っていた変化球で、パワポケ8の俺ペナ及びパワポケ4の裏サクセスで取得できる。揺れる効果はない。
オリジナル変化球（8-）
縦変化・横変化・キレ・ノビ・スピードをカスタマイズして自分だけの変化球が作れる球種。パワポケ9からは取得後、いつでもサクセス中と俺ペナで改良できる（ただし、能力の増減は任意で設定できない）。

## 主なスタッフ
- 藤岡謙治
- 兼子恭宗
- 西川直樹
- 岩碕一男
- 山本拓
- 三浦陵介
- 博多幸博
- 萩原千香子
- 大木賢二
- 西村正竜
- 池田篤子
- 島津豪
- 佐々木隆行
- 赤田勲
- 井上秀登
- 宮岡宏司
- 丸山修
- 白部薫里
- 前川恵一
- 望月雄太